# Gősfa
Gősfa is een plaats (község) en gemeente in het Hongaarse comitaat Zala. Gősfa telt 363 inwoners (2001).